# Fireball Ministry
Fireball Ministry ist eine US-amerikanische Stoner-Metal-Band aus Los Angeles.
Die Band bezeichnet sich selbst als „The first church of rock n’ roll“ (Die erste Rock ’n’ Roll Kirche).

## Geschichte
Sänger und Gitarrist James A. Rota II und Gitarristin Emily J. Burton musizierten schon seit den frühen 1990er Jahren zusammen.
Zuerst spielten sie in Cincinnati und später in New York. Letztendlich ließen sie sich in Los Angeles nieder, wo sie zusammen mit Bassist Guy Pinhas und Schlagzeuger John Oreshnick 1999 die Band Fireball Ministry gründeten.
Im Jahre 1999 nahmen diese Vier ihr Debütalbum Où est la Rock? (französisch für „Wo ist der Rock?“) auf und gingen daraufhin mit Danzig, Unida und Nebula auf Tour. Auf dem Album erschien der ehemalige Megadeth-Schlagzeuger Nick Menza als Gastmusiker bei zwei Liedern.
Zwei Jahre später nahm die Band die EP FMEP zusammen mit dem Fu Manchu-Bassisten Brad Davis auf. Der Produzent der EP war Nick Raskulinecz, welcher zuvor schon mit Fu Manchu und Velvet Revolver zusammengearbeitet hatte. Es folgte eine Tour mit Fu Manchu und Spirit Caravan, bei der sich die Gruppe einen guten Ruf als Live-Band machte. Sowohl durch diesen Ruf, als auch durch einen Auftritt bei MTV wurde das Plattenlabel Nuclear Blast USA auf Fireball Ministry aufmerksam und nahm die Band unter Vertrag.
2003 veröffentlichte die Band ihr zweites Album The Second Great Awakening, welches wieder mit dem Produzenten Nick Raskulinecz aufgenommen wurde. Es wurde ein Video zu dem Lied Flatline gedreht, welches regelmäßig bei MTVs Headbangers Ball zu sehen war. Skateboarder und Jackass-Darsteller Bam Margera suchte sich persönlich das Lied King aus und veröffentlichte es auf seiner Viva La Bands-Kompilation. Es folgte eine Phase des intensiven Tourens mit Dio, Anthrax, Motörhead und Andrew W.K. in den USA und Blue Öyster Cult, Uriah Heep und CKY in Europa.
2005 nahm die Band das Album Their Rock Is Not Our Rock im Studio von Dave Grohl auf und veröffentlichte es auf dem neuen Plattenlabel Liquor and Poker Music.

## Diskografie

### Alben
- 1999: Où est la Rock?  (Bong Load Records)
- 2003: The Second Great Awakening (Nuclear Blast)
- 2005: Their Rock Is Not Our Rock (Liquor and Poker Music)
- 2010: Fireball Ministry (Restricted Records)
- 2017: Remember the Story (Cleopatra Records)

### Singles und EPs
- 1998: Fireball Ministry (Selbstveröffentlichung)
- 1999: Vim (Cattleprod Recordings) Split-Single mit Fatso Jetson
- 2001: FMEP (Small Stone Records)
- 2003: The Second Great Awakening (Nuclear Blast)